# Incidente de Isshi

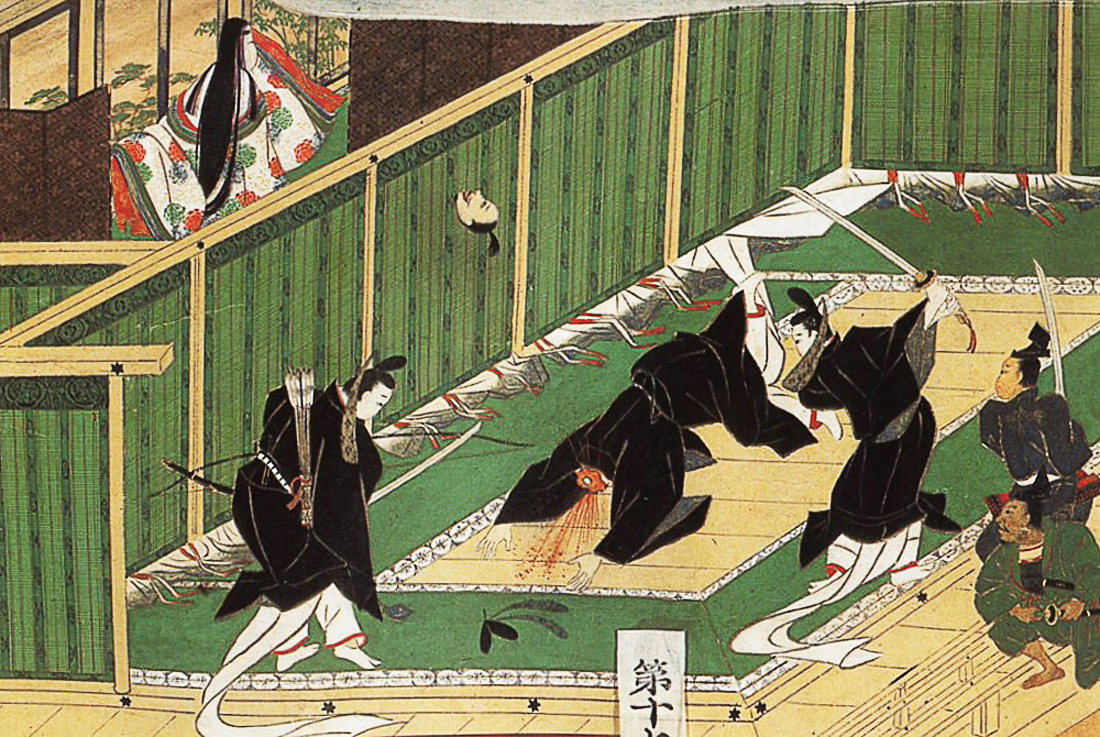
Representação do assassinato de Soga no Iruka a partir de Tōnomine Engi Scroll. Pintura do período Edo (século XVII-XIX).

O Incidente Isshi (乙巳の変, Isshi no Hen) também conhecido como Incidente de 645[carece de fontes?], com o nome proveniente do nome zodiológico do ano 645, durante o qual um acontecimento histórico imperial no Japão ocorreu.
O incidente teve inicio a partir de um plano bem sucedido de Nakatomi no Kamatari, Príncipe Nara no Ōe e outros que conspiraram para a eliminação do ramo hereditário do clã Soga. Isto teve origem com o assassinato de Soga no Iruka.
O assassinato de Iruka teve lugar a 10 de julho de 645, durante uma cerimónia da corte imperial na qual o memorial dos Três Reinos da Coreia estavam a ser lidos pela Imperatriz Saimei para Soga no Kurayamada no Ishikawa no Maro. O Príncipe Naka no Ōe havia desenvolvido elaboradas manipulações para que fosse possível atacar Iruka, entre as quais, o suborno dos guardas do palácio, trancar os portões do mesmo, incluindo o ocultar de uma lança no salão onde decorria a cerimónia. Também ordenou que quatro homens armados atacassem Iruka. No entanto, perante sinais de que os homens estavam demasiado receosos para executar as suas ordens, Naka no Ōe foi forçado a executar com as suas próprias mãos Iruka. Porém, este não havia sido morto de imediato, sendo possível um pedido de investigação criminal pela inocência de Naka.
O príncipe Naka no Ōe defendeu o seu caso frente à imperatriz Saimei e quando esta se aposenta do salão para analisar toda a situação, os quatro guardas subornados pelo príncipe acabaram finalmente por finalizar com a vida de Iruka. Pouco tempo depois, o pai de Iruka, Soga no Emishi suicida-se pondo fogo à sua própria residência. O incêndio destruiu a cópia do manuscrito de Tennōki assim como tantos outros tesouros imperiais que tinham sido tomados em custódia por Soga.
Chocada com toda a situação, a imperatriz renunciaria ao trono. A sociedade japonesa foi também sensível com todo este incidente.